# پال حداد
پال حداد (انگلیسی: Paul Haddad; ۲۰ مهٔ ۱۹۶۳ – ۱۱ آوریل ۲۰۲۰) بازیگر و صداپیشه اهل بریتانیا زادهٔ کانادا بود. او صداپیشه اصلی لیان اسکات کندی در مجموعهٔ رزیدنت ایول، صداگذاری شخصیت در رزیدنت ایول ۲ (۱۹۹۸)، بود.